# Гунар Линдстрем
Нилс Гунар Линдстрем (швед. Nils Gunnar Lindström; Екшје, 11. фебруар 1896 — Екшје, 6. октобар 1951) био је шведски атлетичар специјалиста за бацање копља, троструки учесник летњих олимпијских игара и светски рекордер.
Његов млађи брат Елоф такође је био бацач копља, и олимпијски репрезентативац Шведске.

## Спортска биографија
Гунар Линдстрем био је 6. на Летњим олимпијским играма 1920. у Антверпену. Сребрну медаљу освојио је  у Паризу на Играма 1924.  хитцем од 60,93 м иза победника Финца Јонија Муреа.
У Екшјеу 12. октобра 1924. поставио је нови светски рекорд у бацању копља са 66,62 метра. што је за 42 цм боље од постојећег рекорда постигнутог 1919, који је држао Јони Муре.
Трећи пут, Линдстрем је учествовао  на Олимпијским играма 1928.  у Амстердаму и испао у квалификацијама.

## Значајнији резултати
| Година              | Такмичење           | Место               | Пласман             | Резултат (м)        | белешка             |
| Представљао Шведску | Представљао Шведску | Представљао Шведску | Представљао Шведску | Представљао Шведску | Представљао Шведску |
| ------------------- | ------------------- | ------------------- | ------------------- | ------------------- | ------------------- |
| 1920.               | Олимпијске игре     | Антверпан Белгија   | 6.                  | 60, 52              |                     |
| 1924.               | Олимпијске игре     | Париз Француска     |                     | 54,12               |                     |
| 1928.               | Олимпијске игре     | Амстердам Холандија | 14.                 | 58,69               |                     |

## Лични рекорд
| Дисциплина   | Резултат | Место | Датум |
| ------------ | -------- | ----- | ----- |
| Бацање копља | 67,77 м  | Екшје | 1928. |